# Шахматы в Венгрии
Шахматы в Венгрии
В ФИДЕ с 1924.

## История

### Появление шахмат в Венгрии
Появление шахмат у венгров относится предположительно к середине IX века — периоду кочевания в причерноморских степях. Бытовавшее у них в средние века название игры «шакк-матт», возможно, заимствовано у хазар (употреблялось также на Руси и у болгар). 
Среди шахматных фигур XIV—XV веков, найденных в Диошдьёре (ныне — часть Мишкольца) и в г. Надьважонь (близ оз. Балатон), слон близок по конфигурации к находкам в Западной Европе, ладья, король и ферзь — к находкам на Руси и в Литве (Тракай). Первые письменные упоминания о шахматах относятся к началу XIII века (в связи с игрой в шахматы внучки короля Андраша II). Термин «шакк-матт» упоминается в 1651 в сочинении поэта, государственного деятеля и полководца Миклоша Зриньи. В 1758 издан в Буде 1-й национальный шахматный учебник (автор неизвестен). 

### XIX век
В начале XIX века появилось несколько талантливых шахматистов, с именами которых связано зарождение венгерской шахматной школы, — Й. Сен, И. Лёвенталь, В. Гримм и др. В 1842—45 венгерские шахматисты выиграли со счётом 2 : 0 матч по переписке у сильнейшего в Европе Парижского шахматного клуба «Режанс». В одной из партий чёрными был разыгран дебют, впоследствии названный венгерской партией.
В 1836 и 1858 в Буде возникли первые в Венгрии шахматные клубы. В середине XIX века росту авторитета венгерских шахмат способствовали удачное выступление Сена в Лондонском турнире 1851 и победа И. Колиша на турнире в Париже в 1867. Особенно плодотворной была деятельность клуба в Пеште, руководимого Ф. Эркелем; она способствовала появлению в конце XIX века группы талантливых шахматистов — Р. Харузек, Д. Маковец, И. Гунсберг, М. Вейс, А. Шварц и другие. В 1889—93 выходил журнал «Будапешти шакк-семле» («Будапештское шахматное обозрение»). В 1896 в Будапеште состоялся 1-й в стране международный турнир.

### XX век.

#### До II мировой войны
В начале XX века первым венгерским претендентом на мировое первенство стал Г. Мароци; как талантливый практик и теоретик шахмат выделился Д. Брейер; вместе с И. Абоньи и Ж. Барасом он разработал будапештский гамбит.
Шахматная жизнь Венгрии в 1920—30-х годах была связана с рядом новых имён — А. Вайда, Л. Асталош, Э. Штейнер, Л. Штейнер, К. Гаваши и другие. В 1930-х годах выдвинулись А. Лилиенталь, Л. Сабо, Г. Барца. В 1921 основано Венгерский шахматный союз; с 1911 выходил журнал «Мадьяр шакквилаг» («Венгерский шахматный мир»), главным редактором которого были И. Абоньи и Л. Тот (с 1921). С 1935 проводились мужские первенства страны. Состоялись крупные международные турниры:
- Дьёрский 1924,
- Дебрецен-турниры,
- Кечкеметский 1927,
- Будапештские турниры 1921, 1926, 1928, 1929 с участием Х. Р. Капабланки, А. Алехина и других ведущих шахматистов мира.

Команда Венгрии заняла 1-е место на I и II (1927 и 1928) и 2-е место на III и VII (1930 и 1937) олимпиадах.

#### После II мировой войны
Новый этап шахматной жизни в Венгрии наступил после 1945, когда шахматы стали достоянием народных масс. Был создан Шахматный союз венгерских трудящихся МАДОШ (ныне Венгерская шахматная федерация), печатным органом которого стал журнал «Мадьяр шакквилаг» («Шаккелет»). В 1948 МАДОШ провёл «народный чемпионат» с участием свыше 30 тысяч любителей; победителем стал Л. Лендьел. С 1945 по 2010 проведено 60 мужских чемпионатов. С 1983 проводятся открытые первенства с приглашением иностранных шахматистов. Команда «Спартакус» в 1982 стала обладателем Кубка европейских клубов; другие сильнейшие клубные команды Венгрии — «Гонвел», «МТК», «Кечкемет».
Крупнейшие международные соревнования в Венгрии: 
- турнир претендентов 1950,
- мемориалы Мароци, Брейера, Тота, Асталоша.

На олимпиадах команда Венгрии заняла: 1-е место в 1978; 2-е в 1970, 1972 и 1980; 3-е в 1956 и 1966. В 1-м командном чемпионате мира (1985) — 2-е место. В чемпионатах Европы команда Венгрии участвует с 1961; лучшие результаты: 2-е место в 1970, 1977 и 1980; 3-е в 1961 и 1965, 1973 и 1983. Благодаря успехам в международных соревнованиях растёт число международных гроссмейстеров: в 1951 — 2, в 1971 — 6, к середине 1980-х годов — 18, в 2013 — 42.
Претендентами на мировое первенство становились Сабо, Портиш, Рибли, Адорьян, Сакс: Портиш входил с сборную команду в 1970 («Матч века»), а Рибли — в 1984. Если в 1986 году число международных мастеров было до 50, а мастеров ФИДЕ — свыше 60, то к 2013 году международных мастеров стало 94, а мастеров ФИДЕ — свыше 160.
Всего в Венгрии насчитывалось около 50 тысяч квалифицированных шахматистов (1987). Крупное событие в шахматной жизни страны — издание 5-томной «Истории шахмат в Венгрии» (к 1986 году вышло 2 тома.), а также монографий об Олимпиадах 1978 и 1980. Активными шахматными литераторами и пропагандистами шахмат являются Д. Бакчи, Барца, И. Билек, Э. Геленцеи, А. Ожват, Сабо, П. Силадьи, Й. Фёлдьи, Т. Флориан, А. Фёльдеак, Й. Хайтун и другие.

## Женские шахматы
Успешно развиваются женские шахматы. В 1969 и 1986 национальные команды занимали 2-е место  на Всемирных олимпиадах, в 1972 и 1982 — 3-е место. С 1947 по 2012 проведено 60 женских чемпионатов. К 2013 было 6 женских гроссмейстеров, 10 женских международных мастеров, 12 женских мастеров ФИДЕ. И. Мадл стала чемпионкой мира (1984) и Европы (1984 и 1986) среди девушке. Ж. Полгар заняла 3-е место в мужском чемпионате Венгрии (1986). Её сестра Ю. Полгар признана лучшей шахматисткой за всю историю шахмат.

## Шахматы по переписке и шахматная композиция
Значительны успехи венгерских шахматистов в соревнованиях по переписке и по шахматной композиции, которая получила развитие ещё в XIX веке (А. Понграц, М. Эренштейн, О. Блати). В XX веке венгерские проблемисты способствовали разработке стратегического направления в композиции (Д. Парош, Бакчи, А. Бенедек, Л. Зольтан, Н. Ковач, Л. Линднер, А. Мольнар, Д. Неукомм, Ф. Флек, Флориан и другие); интересными идеями отмечено творчество этюдистов (А. Корани, Л. Ньевицкеи, А. Гаваши, К. Эберс и другие), международными гроссмейстерами ИКЧФ являются Л. Барцаи и Ш. Брилла-Банфальви, Ч. Мелегедьи.
В заочной игре команда Венгрии одержала победу на 1-й европейской (1935—39) и 1-й всемирной (1949—52) олимпиадах, заняла 2-е место на 3-й (1958—61) и 8-й (1977—82) олимпиадах.

## Советско-венгерские шахматные связи
Советско-венгерские шахматные связи имеют давнюю традицию. Ещё в середине XIX века И. Колиш состоял в переписке с А. Петровым, сыграл в Петербурге короткие матчи с С. Урусовым и И. Шумовым. В Венгрии переведены книги П. Романовского, М. Ботвинника, А. Котова, В. Панова, Я. Эстрина, А. Суэтина, И. Линдера и других; в СССР изданы сборник партий Кечкеметского турнира 1927, книги Г. Мароци и другие. Неоднократно проводились командные матчи Венгрия — СССР, Венгрия — РСФСР, Венгрия — БССР, Венгрия — Эстонская ССР, Будапешта с Москвой, Ленинградом, Минском.